# Skoki do wody na Mistrzostwach Świata w Pływaniu 2019 – wieża 10 m synchronicznie kobiet
Wieża 10 m synchronicznie kobiet – jedna z konkurencji rozgrywanych w ramach skoków do wody, podczas mistrzostw świata w pływaniu w 2019. Eliminacje oraz finał odbyły się 14 lipca.
Do eliminacji zgłoszonych zostało 14 par. Dwanaście najlepszych duetów awansowało do finałowej rywalizacji.
Zwyciężczyniami konkurencji zostały reprezentantki Chin Lu Wei i Zhang Jiaqi. Drugą pozycję zajęły zawodniczki z Malezji Leong Mun Yee i Pandelela Rinong, trzecią zaś reprezentujące Stany Zjednoczone Samantha Bromberg i Katrina Young.

## Wyniki
| Miejsce | Zawodniczki                              | Państwo           | Eliminacje | Eliminacje | Finał  | Finał   |
| Miejsce | Zawodniczki                              | Państwo           | Wynik      | Miejsce    | Wynik  | Miejsce |
| ------- | ---------------------------------------- | ----------------- | ---------- | ---------- | ------ | ------- |
| 01 !    | Lu Wei Zhang Jiaqi                       | Chiny             | 317,82     | 1.         | 345,24 | 1.      |
| 02 !    | Leong Mun Yee Pandelela Rinong           | Malezja           | 297,18     | 3.         | 312,72 | 2.      |
| 03 !    | Samantha Bromberg Katrina Young          | Stany Zjednoczone | 295,38     | 4.         | 304,86 | 3.      |
| 4.      | Meaghan Benfeito Caeli McKay             | Kanada            | 298,11     | 2.         | 304,05 | 4.      |
| 5.      | Jekatierina Bielajewa Julija Timoszynina | Rosja             | 288,00     | 5.         | 291,30 | 5.      |
| 6.      | Eden Cheng Lois Toulson                  | Wielka Brytania   | 281,10     | 7.         | 289,14 | 6.      |
| 7.      | Noemi Batki Chiara Pellacani             | Włochy            | 280,86     | 8.         | 280,38 | 7.      |
| 8.      | Emily Chinnock Melissa Wu                | Australia         | 274,20     | 9.         | 277,44 | 8.      |
| 9.      | Gabriela Agúndez Alejandra Orozco        | Meksyk            | 281,28     | 6.         | 274,68 | 9.      |
| 10.     | Cho Eun-bi Moon Na-yun                   | Korea Południowa  | 256,86     | 12.        | 261,12 | 10.     |
| 11.     | Nicoleta Muscalu Antonia Pavel           | Rumunia           | 258,78     | 11.        | 260,82 | 11.     |
| 12.     | Christina Wassen Tina Punzel             | Niemcy            | 264,48     | 10.        | 258,40 | 12.     |
| 13.     | Anne Vilde Tuxen Helle Tuxen             | Norwegia          | 231,60     | 13.        | NQ     | NQ      |
| 14.     | Leong Sut In Leong Sut Chan              | Makau             | 192,39     | 14.        | NQ     | NQ      |